# セントラル総合開発
セントラル総合開発株式会社（セントラルそうごうかいはつ）は、東京都千代田区に本社を置く日本の不動産会社。2006年12月22日、東京証券取引所市場第二部に上場した。

## 沿革
- 1959年（昭和34年）11月 - 泰生開発株式会社設立。
- 1973年（昭和48年）5月 - 関東セントラル開発株式会社に商号変更。
- 1977年（昭和52年）6月 - 現商号に変更。
- 1977年（昭和52年）9月 - セントラル開発株式会社と合併。
- 2006年（平成18年）12月 - 東証2部に上場。増資　資本金9億6,600万円。
- 2007年（平成19年） 1月 - 増資。資本金10億800万円。
- 2010年（平成22年）7月 - ビル管理事業及びマンション管理事業を会社分割（簡易吸収分割）によりセントラルライフ株式会社（連結子会社）に承継。
- 2018年（平成30年）7月 - 本店及び東京支社を東京都千代田区飯田橋三丁目3番7号に移転。
- 2023年（令和5年）10月 - 四国支店を松山市に新設（中四国支店を中国支店に名称変更）

## 主な開発地
- クレアホームズ松江大橋 - 島根県松江市。大橋川沿いの松江大橋北詰に15階建て・高さ46.47ｍで建築予定。第50回松江市景観審議会では、隣接する建物に合わせて、高さを下げるように答申[1]。